# جوامع السيرة النبوية
جوامع السيرة النبوية : هو كتاب مختصر في السيرة النبوية، صنفه الإمام ابن حزم، كان يرمي من وراء تصنيفه إلى وضع مختصر قريب المأخذ، سهل المتناول، في أيدي طلابه، كما فعل في كثير من رسائله التاريخية، مثل رسالة " نقط العروس "، ورسائله في رجال القراءات، والحديث، والفتوح، وتواريخ الخلفاء؛ وأنه كان في هذا المختصر يضع الأصول التي لا يستغني عن تذكيرها أو استظهارها كل من اشتغل بالسيرة النبوية من طلاب العلم.
يتناول الكتاب ما شاع من حياة النبي ﷺ منذ ولادته إلى وفاته، مع ابراز لشمائله وصفاته وأخلاقه العطرة.

## فوائد وقيمة الكتاب
1. تسهيل قراءة السيرة:
حيث قام ابن حزم في كتابه هذا بتلخيص سيرة النبي ، مُسهلًا بذلك على الناس قراءتها وبالتالي انتشارها وتعلمها وتعليمها.
2. شمائل وأخلاق النبي:
فمما ركز عليه ابن حزم في كتابه عند كتابة الأحداث هو ذكر فضائل وأخلاق النبي ، وطريقة تعامله في المواقف التي تبرزها. مما جعل الكتاب مقصدًا لتعلم وتعليم أخلاق النبي ﷺ. ودافعًا لتحسين خلق المسلم في كل زمان.
3. تصحيح وتضعيف روايات السيرة:
فكان يذكر الرواية الصحيحة، ويتبعها بما شذ عنها من روايات، مبينًا مواطن الخلل في تلك الروايات الأخرى، فيصحح ما صح من الروايات، ويبطل الباطل منها (أو أجزاءً منها)، مما جعل الكتاب مقومًا لتلك الروايات.
4. التعريف بالأشخاص الذين مر ذكرهم في السيرة النبوية:
فقد كان يقوم بتعريف الصحابة وقرابة النبي والمشركين تعريفًا مفصلًا في غالب الأحيان، مبينًا نسبهم. وهذا يتضح بقوة مقارنةً مع باقي كتب السيرة. مما يجعل الكتاب أداة هامة في تعريف الناس بالرجال في عهد النبوة.

## منهج ابن حزم في الكتاب
1. ترتيب الأحداث حسب تسلسلها التاريخي:
قام ابن حزم بترتيب الأحداث حسب تسلسلها التاريخي، فبدأ من نسب رسول الله ﷺ وصولًا إلى وفاته. وتدرج فيها في الأحداث والأحكام من حيث الزمان، مع ذكره للمكان، ووصفه أحيانًا.[3]
2. الإسهاب والاختصار:
كان ابن حزم يقوم في بعض الأحيان بالتفصيل الطويل والإسهاب عند الحديث عن بعض الأحداث التي جرت خلال السيرة، وخصوصًا موضوع الأنساب، فقد كان يفصلها تفصيلًا، مثل نسب قرابات النبي ﷺ وصحابته وغيرهم.[4][5] بينما يقوم في أحيانٍ أخرى بالاختصار الشديد، معطيًا لمحة سريعة عن الحدث، أو يذكره على شكل تعداد أو جملة عابرة، ومن ذلك قوله: (وكان ﷺ له رسلٌ كثير إلى قبائل العرب) وذلك بعد أن ذكر منهم 10 فقط.[6]
3. التعريف بالأشخاص:
كان ابن حزم يُسهب في تفصيل نسب الأشخاص الواردين في أحداث السيرة النبوية، ويظهر في ذلك تمكنه من هذا الأمر، فكان قد برع في هذا الجانب، حتى أنه قد ألف كتاب "جمهرة أنساب العرب"، وقلما ما يعرف بالشخص باسمه مع فعله في كتاب جوامع السيرة النبوية، ومن أمثلة الأخير عبد الله بن سعد بن أبي السرح، فذكر بعد اسمه صفته: (فكان يكتب لرسول الله ﷺ ثم لحق بمكة فاختفى، وهو الذي غزا إفريقيا).[7]
4. شرحه الألفاظ الغريبة:
وردت بعض الألفاظ الغريبة، أو غير المعروفة لبعض الناس في زمانه، فيقوم ابن حزم بذكر معناها في كتابه في أغلب المواضع.
5. التعريف بمواقع المناطق والبلدان الواردة في السيرة:
فقد كان يشرح للقارئ مواقع ما يرد من بلدان ومناطق ليستوعب القارئ السيرة أكثر، ومن الأمثلة على ذلك عندما ذكر الحبشة عرف بها بقوله: (وهي غربي مكة... وبين بلدين صحاري السودان والبحر الآخر، من اليمن إلى القلزم).[8]
6. مقارنته للروايات المختلفة للحدث:
كان ابن حزم عندما يرِدُ على أحد أحداث السيرة يوضح للقارئ ما كان قد يشكل عليه من سماعه لروايات أخرى. فقد كان يكتب ما يراه الصحيح لرواية الحدث، فإن كان هنالك ما يخالف تلك الرواية، أو يخالف بعضها، كان يقوم بذكرها، فيقول في ذلك «روي» أو «قيل» أو «حكي» أو...إلخ. ثم يحكم على الرواية الأخرى بالضعف أو وهم الراوي، وذلك بتفصيله لسبب ترجيحه لتلك الرواية، وكذلك مواطن الخلل في الرواية الضعيفة.
ومن أمثلة ما حكم عليه بالبطلان: قوله في قتال النبي ﷺ: (وقيل أنه ﷺ قاتل في وادي القرى والغابة، ولم يكن في سائرها أصلًا).[9]
وقال في وفاة أم سلمة : (ماتت سنة تسعٍ وخمسين... وقال عطاء آخرهن موتًا صفية بنت حيي، وهذا وهم).[10] فأتبع ذلك عند الحديث عن وفاة أم سلمة رضي الله عنها أنها آخر نساء النبي موتًا.
7. ذكر معجزات النبي :
ذكر منها سبعًا وثلاثين معجزة، ثم قال بعد ذكرها: (إلى غير ذلك من آياته ومعجزاته ﷺ، وإنما أتينا بالمشهور والمنقول نقل التواتر، وبالله التوفيق).[11]
8. كثرته للدعاء:
فكان يُكثر من الدعاء في كتابه ضمن الفقرات، وخصوصًا دعاءه للنبي ، وذلك تعظيمًا لشخص النبي واعترافًا بفضله، ومن ذلك دعاؤه: (وفقنا الله لطاعته  في أمره، والتأسي به في فعله).[12]
9. التأريخ الهجري:
حيث كان يترخ الأحداث بعد الهجرة معتمدًا شهر ربيع الأول كمنطلق لها، وليس شهر محرم الذي اعتمده المسلمون في عهد عمر بن الخطاب، وذلك لدقته في تأريخ الأحداث التي حصلت بعد الهجرة، وليس مخالفةً لما استقر عليه المسلمون.

## انتقادات على الكتاب
1. عدم وجود مقدمة:
لم يكتب ابن حزم في كتابه مقدمة يوضح فيها منهجه في كتابة الكتاب أو مقصده وأهدافه منه كما يفعل باقي المؤلفون، ولا شروطه ولا غير ذلك مما يُكتب عادةً. إنما ابتدأ فورًا بنسب الرسول ﷺ.[13] لكن يُرى أن مقصده كان اختصار السيرة، أو أنه التركيز على أعلام الصحابة وعلى أخلاق رسول الله ﷺ.
2. ندرة ذكر الأسانيد:
نادرًا ما كان يذكر ابن حزم أسانيد الأحداث التي ذكرها في كتابه، رغم أنه من علماء السيرة المعروفين. ولكن يُعد ما جاء في الكتاب ثقة لأن ابن حزم يُعد من علماء السيرة المعروفين، ومحدثيها، وله آراؤه فيها، بالإضافة لحسن ملاحظاته في المرويات وأحوال الرواة والصاحبة، مما يجعل الكتاب موثوقًا به.
قال فيه السيوطي: (ابن حزم العلامة الفقيه... أجمع أهل الأندلس قاطبة، وأوسعهم معرفةً، مع توسعه في علوم اللسان والبلاغة والشعر والسير).[14]